# Tradición de las tumbas de tiro

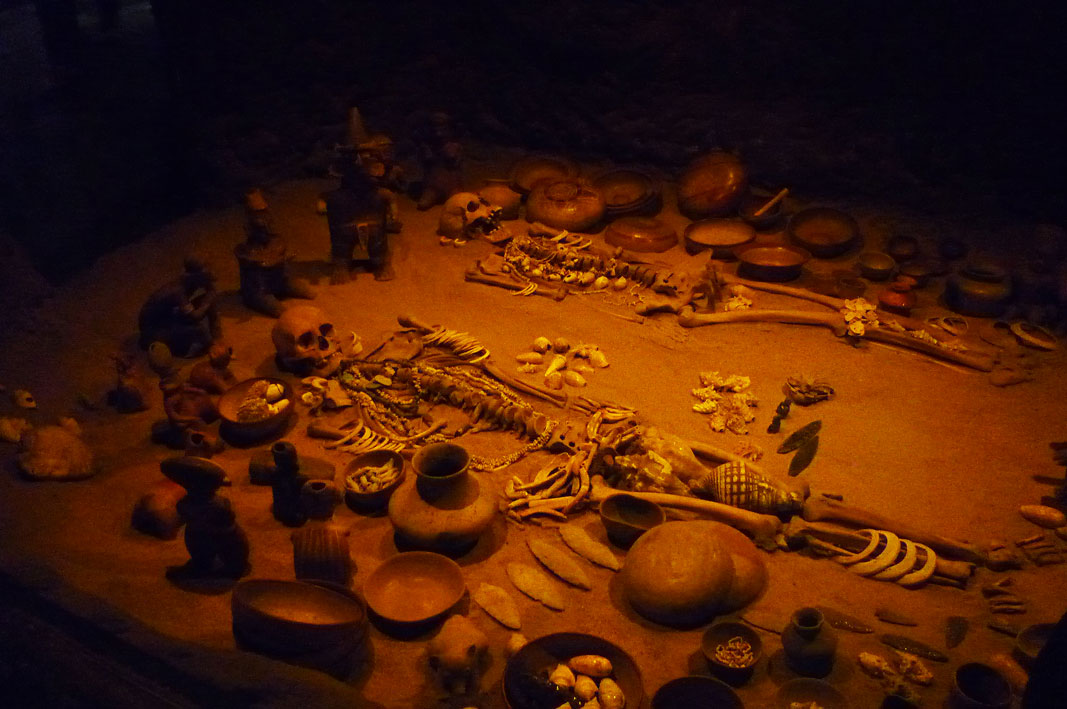
Reconstrucción de una tumba de tiro excavada expuesta en el Museo Nacional de Antropología, México.

La tradición de las tumbas de tiro del occidente de México se refiere a un conjunto de rasgos culturales entrelazados que se encuentran en los estados occidentales de Jalisco, Nayarit y, en menor medida, Colima, al sur, y que datan aproximadamente del período comprendido entre el 300 a. C. y el 400 d. C., aunque no existe un amplio consenso sobre esta fecha final. Casi todos los artefactos asociados con esta tradición de tumbas de tiro han sido descubiertos por saqueadores y no tienen procedencia, lo que hace que la datación sea problemática.
La primera gran tumba de tiro intacta asociada con esta tradición no se descubrió hasta 1993 en Huitzilapa, Jalisco.
Originalmente consideradas de origen purépecha, contemporáneos de los mexicas, a mediados del siglo XX, como resultado de investigaciones adicionales, se hizo evidente que los artefactos y las tumbas eran más de mil años más antiguos. Hasta hace poco, los artefactos saqueados eran todo lo que se sabía del pueblo y la cultura o culturas que crearon las tumbas de tiro. De hecho, se sabía tan poco que una importante exposición de 1998 que destacaba estos artefactos llevaba el subtítulo: «Arte y arqueología del pasado desconocido».
En la actualidad se piensa que, aunque las tumbas de tiro están ampliamente distribuidas por toda la zona, la región no era un área cultural unificada. Sin embargo, los arqueólogos todavía luchan por identificar y nombrar las antiguas culturas del occidente de México de este período.

## Descripción

Sitios arqueológicos del occidente de México. Los círculos naranjas muestran sitios arqueológicos. Los círculos verdes más grandes resaltan los sitios más importantes. Obsérvese que los sitios forman lo que se ha llamado el «arco de tumbas de tiro» que se extiende desde el noroeste de Nayarit hasta Colima, pasando por las tierras altas centrales de Jalisco.

Se cree que la tradición de las tumbas de tiro se desarrolló alrededor del año 300 a. C. Algunas tumbas de tiro son anteriores a la tradición en más de 1000 años; por ejemplo, la tumba de tiro de El Opeño, en Michoacán, data del año 1500 a. C., pero está vinculada al centro de México, más que al occidente. Como muchas otras cosas relacionadas con la tradición, sus orígenes no se comprenden bien, aunque los valles alrededor de Tequila, Jalisco, que incluyen los sitios arqueológicos de Huitzilapa y Teuchitlán, constituyen su «núcleo indiscutible». La tradición duró al menos hasta el año 300 d. C., aunque no hay un amplio acuerdo sobre la fecha de finalización.
Las tumbas de tiro del occidente de México se caracterizan por tener un pozo vertical o casi vertical, excavado de 3 a 20 metros de profundidad en lo que a menudo es toba volcánica subyacente. La base del pozo se abre hacia una o dos (ocasionalmente más) cámaras horizontales, quizás de 4 por 4 metros (variando considerablemente), con un techo bajo. Las tumbas de pozo a menudo solían estar asociadas con un edificio suprayacente.
Se encuentran múltiples entierros en cada cámara y la evidencia indica que las tumbas fueron utilizadas por familias o linajes a lo largo del tiempo. El trabajo involucrado en la creación de las tumbas de tiro, junto con el número y la calidad del ajuar funerario, indican que las tumbas fueron utilizadas exclusivamente por las élites de la sociedad, y demuestran que las culturas de las tumbas de tiro estaban altamente estratificadas en esta fecha temprana.
Los sitios de El Opeño y La Campana en Colima presentan algunas tumbas de pozo y, a menudo, se asocian con la cultura Capacha.

## Figuras y retablos de cerámica

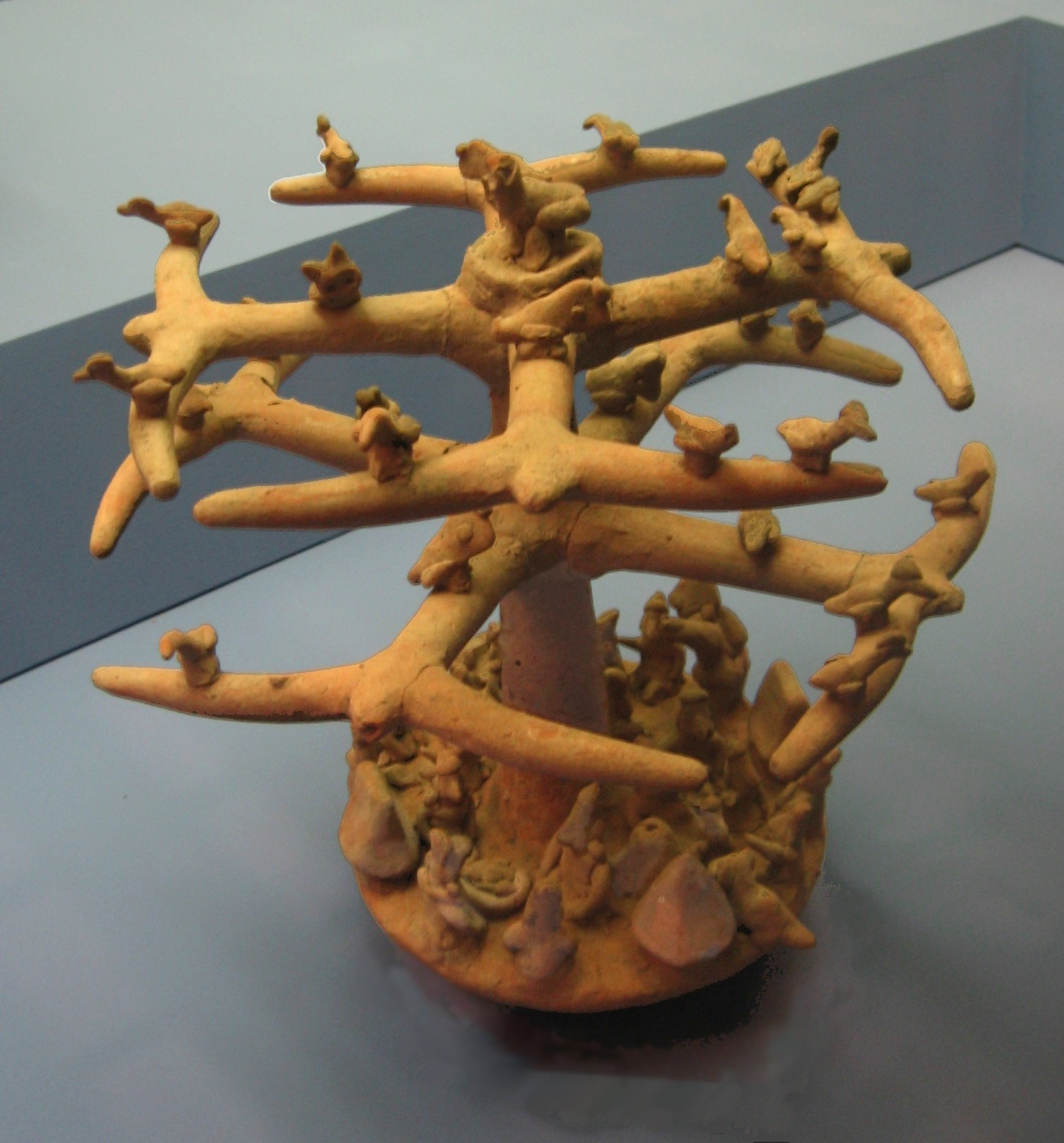
Retablo de Nayarit que muestra un árbol de varias capas con pájaros. Se ha propuesto que los pájaros representan almas que aún no han descendido al inframundo, mientras que el árbol central puede representar el árbol del mundo mesoamericano.

El ajuar funerario dentro de estas tumbas incluyen figuras huecas de cerámica, joyas de obsidiana y concha, piedras semipreciosas, cerámica (que a menudo contenía alimentos) y otros utensilios domésticos como malacates y metates. Los artículos más inusuales incluyen trompetas de caracol recubiertas con estuco y otros apliques. A diferencia de otras culturas mesoamericanas como la olmeca y la maya, los artefactos de las tumbas de tiro contienen poca o ninguna iconografía y, por lo tanto, aparentemente carecen de significado simbólico o religioso.

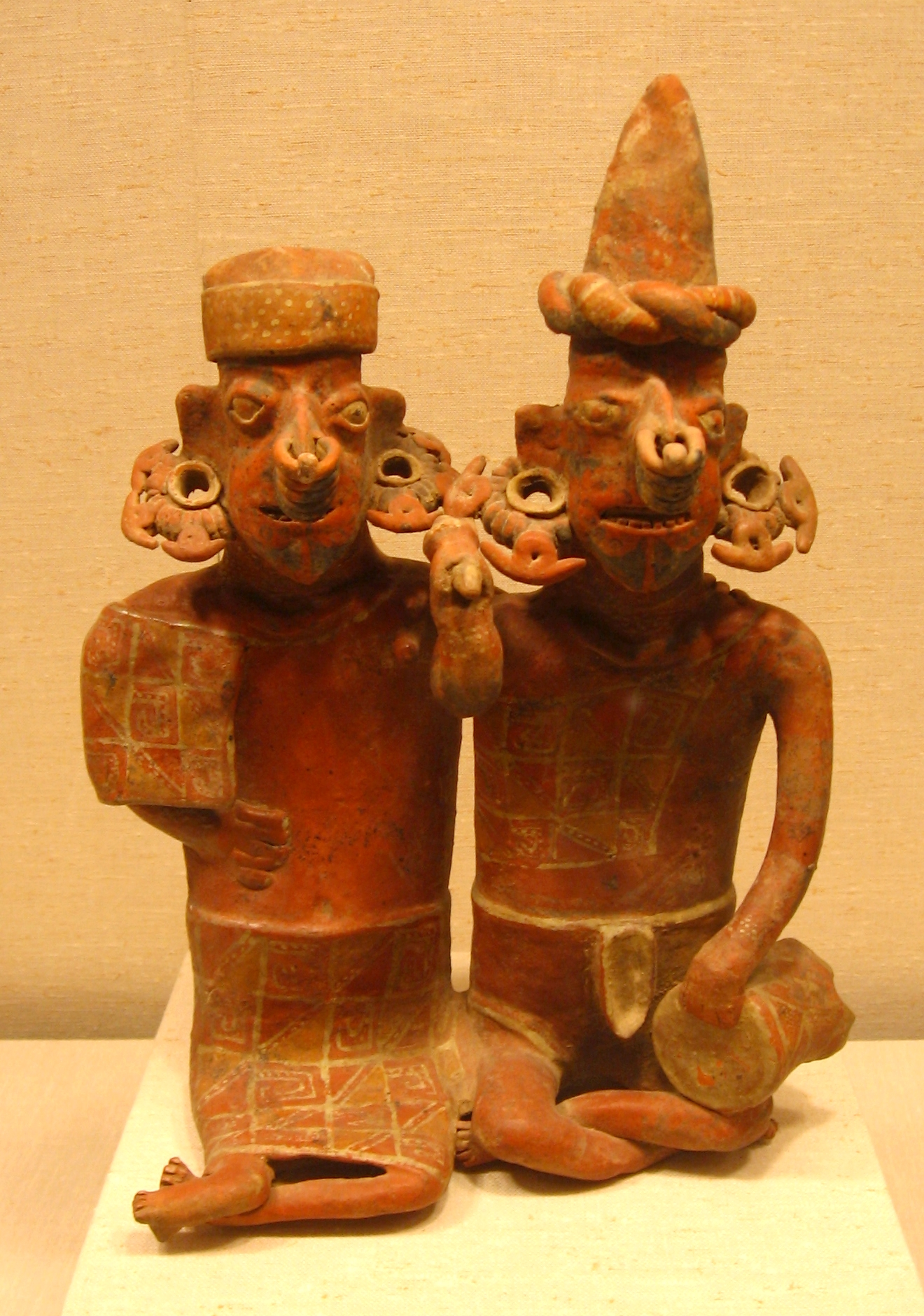
Una pareja de antepasados de Nayarit, 100 a. C.-200 d. C., ejecutada al estilo de Ixtlán del Río.

Las abundantes figurillas de cerámica han atraído la mayor atención y se encuentran entre las más dramáticas e interesantes producidas en Mesoamérica. De hecho, estas cerámicas fueron aparentemente la principal salida para la expresión artística de las culturas de las tumbas de tiro y hay poco o ningún registro de arquitectura monumental, estelas u otro arte público asociado.
Dado que la gran mayoría de estas cerámicas carecen de procedencia, el análisis se ha centrado en gran medida en los estilos y temas de las cerámicas.

### Estilos
Los principales grupos estilísticos incluyen:
- Ixtlán del Río. Estas figurillas abstractas tienen cuerpos planos y cuadrados con rostros muy estilizados, con narigueras y múltiples aretes. Las figuras sentadas tienen extremidades delgadas en forma de cuerda, mientras que las figuras de pie tienen extremidades cortas y fornidas. El destacado etnógrafo y caricaturista Miguel Covarrubias, uno de los primeros en describir este estilo, afirmó que «alcanza los límites de la caricatura absurda y brutal, un peculiar concepto estético que disfruta de la creación de monstruosidades infrahumanas inquietantes».[17] El historiador de arte George Kubler considera que «los cuerpos cuadrados, las bocas que hacen muecas y los ojos fijos transmiten una expresión inquietante que sólo se resuelve en parte por la animación y la energía plástica de las formas turgentes».[18]

Figurilla de estilo chinesco (tipo C), con los arquetípicos ojos hinchados y rasgados y piernas cortas y afiladas.

- Las figurillas «chinescas» o «chinescos» fueron nombradas así por los marchantes de arte por su supuesta apariencia china. Un tipo temprano, el chinesco, se identifica con Nayarit[19] y se han identificado hasta cinco subgrupos principales, aunque existe una superposición considerable.[20] Las figuras del tipo A, el llamado «chinesco clásico»,[21] están representadas de forma realista. Un destacado curador, Michael Kan, considera que «su exterior tranquilo y sutil sugiere más que demuestra emociones».[22] Estas figuras de tipo A son tan similares entre sí que se ha sugerido que fueron la producción de una sola «escuela».[23] Las de los tipos B a E son más abstractos y se caracterizan por ojos hinchados y rasgados que se funden con el rostro, y cabezas anchas, rectangulares o triangulares. Estas figuras a menudo se muestran sentadas o reclinadas, con piernas bulbosas acortadas que rápidamente se estrechan hasta convertirse en punta.[24]
- El estilo Ameca, asociado con Jalisco, se caracteriza por un rostro alargado y una frente alta, a menudo rematada con trenzas o tocados en forma de turbante. La nariz aguileña también es alargada y los ojos grandes son anchos y fijos, con bordes pronunciados creados añadiendo tiras separadas de arcilla («filetes») alrededor de los ojos.[25] La boca ancha está cerrada o ligeramente abierta y las grandes manos tienen uñas cuidadosamente delineadas. Kubler detecta tanto un estilo temprano de «cara de oveja» que parece «erosionado o fundido en los continuos pasajes del modelado que unen en lugar de dividir las partes del cuerpo» y un estilo posterior que es «más animado y más incisivamente articulado». [26]

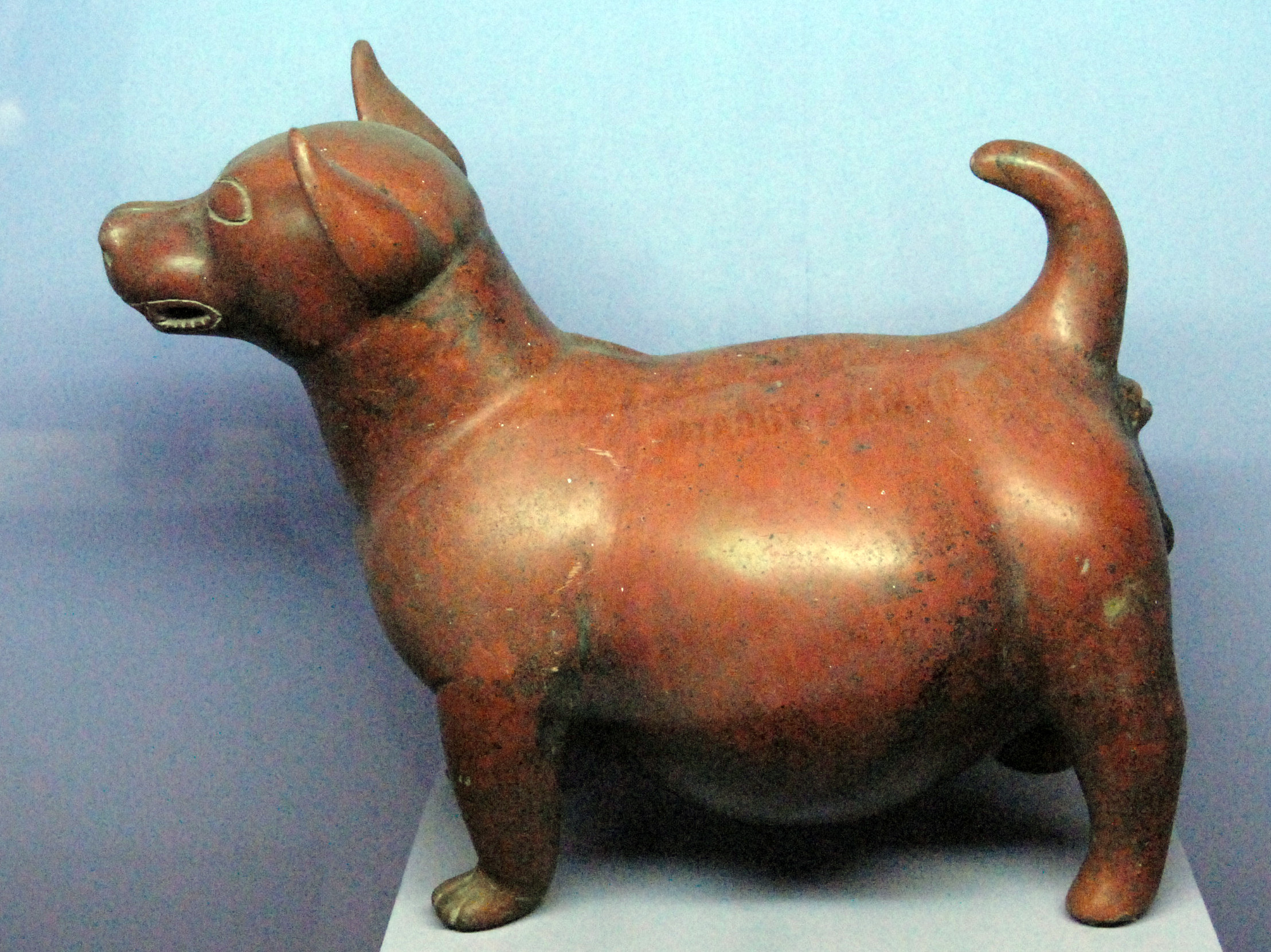
Un perro gordo, y quizás engordado, de Colima.

- La cerámica de Colima se puede identificar por sus formas suaves y redondas y su cálido engobe marrón rojizo.[28] Colima es particularmente conocido por su amplia gama de figurillas de animales, especialmente perros. Los sujetos humanos dentro del estilo de Colima son más «amanerados y menos exuberantes» que otras figurillas de tumbas de pozo.[29]

Otros estilos incluyen El Arenal, San Sebastián y Zacatecas. Aunque existe un acuerdo general sobre los nombres y características de los estilos, no es unánime. Además, estos estilos a menudo se superponen en un grado u otro, y muchas figurillas desafían la categorización.

### Temas
Los temas comunes de la cerámica tradicional de las tumbas de tiro son:
- Retablos cerámicos que muestran varias o incluso varias docenas de personas realizando diversas actividades aparentemente típicas. Concentrados en las tierras altas de Nayarit y en las zonas adyacentes de Jalisco, estos retablos presentan una rica visión etnográfica de las prácticas funerarias, el juego de pelota mesoamericano, la arquitectura (sobre todo la arquitectura perecedera) y tal vez incluso el pensamiento religioso durante el período Formativo tardío.[30]

Algunos retablos son casi fotográficos en sus detalles e incluso se han asociado con ruinas arquitectónicas en el campo.

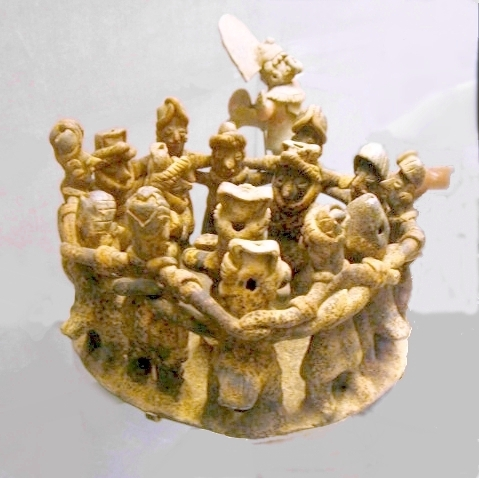
Un característico retablo circular de cerámica que muestra a más de una docena de músicos y bailarines.

- Los perros de cerámica son ampliamente conocidos en tumbas saqueadas en Colima. En las culturas mesoamericanas se creía generalmente que los perros representaban guías del alma de los muertos[32] y varias cerámicas de perros llevan máscaras humanas.[33] No obstante, también cabe señalar que los perros eran a menudo la principal fuente de proteína animal en la antigua Mesoamérica.[34]
- Las parejas ancestrales (o matrimoniales) de figuras femeninas y masculinas son comunes entre los ajuares funerarios de la tradición de las tumbas de tiro. Estas figurillas, que tal vez representan a antepasados,[35] pueden estar unidas o separadas y, a menudo, están ejecutadas en el estilo de Ixtlán del Río.
- Muchas figurillas de tumbas de tiro, que abarcan varios estilos y ubicaciones del occidente de México, llevan un cuerno en lo alto de la frente. Se han propuesto varias teorías para estos cuernos: que muestran que la figura es un chamán, que son caracolas abstractas (una reliquia no infrecuente de una tumba de tiro)[36] y, como tales, son un emblema de gobierno o son un símbolo fálico.[37] Estas teorías no son mutuamente excluyentes.

### Usos
Si bien estas cerámicas fueron obviamente recuperadas como ajuar funerario, existe la duda de si fueron creadas específicamente para un rito mortuorio o si fueron utilizadas antes del entierro, tal vez por el difunto. Aunque algunas cerámicas muestran signos de desgaste, aún no está claro si se trata de la excepción o de la regla.

## Contexto

### Culturas del occidente de México
Se han realizado esfuerzos considerables para conectar la tradición de las tumbas de tiro con la tradición de Teuchitlán, una sociedad compleja que ocupa prácticamente la misma geografía que la tradición de las tumbas de tiro.
A diferencia de las típicas pirámides y plazas centrales rectangulares mesoamericanas, la tradición de Teuchitlán está marcada por plazas centrales circulares y pirámides cónicas únicas. Este estilo arquitectónico circular aparentemente se refleja en las numerosas escenas de los retablos de las tumbas de tiro. Conocida principalmente por esta arquitectura, la tradición de Teuchitlán surge aproximadamente al mismo tiempo que la tradición de las tumbas de tiro, en el 300 a. C., pero dura hasta el año 900 d. C., muchos siglos después del final de la tradición de las tumbas de tiro. La tradición de Teuchitlán parece entonces ser una consecuencia y una elaboración de la tradición de las tumbas de tiro.

### Culturas mesoamericanas
Debido a que el occidente de México se encuentra en la periferia de Mesoamérica, durante mucho tiempo se lo ha considerado fuera de la corriente principal mesoamericana y las culturas de esta época parecen estar particularmente aisladas de muchas de las influencias mesoamericanas principales. Por ejemplo, no se han recuperado artefactos de influencia olmeca de las tumbas de tiro, ni se encuentran evidencias de calendarios o sistemas de escritura mesoamericanos,aunque algunos marcadores culturales mesoamericanos, particularmente el juego de pelota mesoamericano, están presentes.

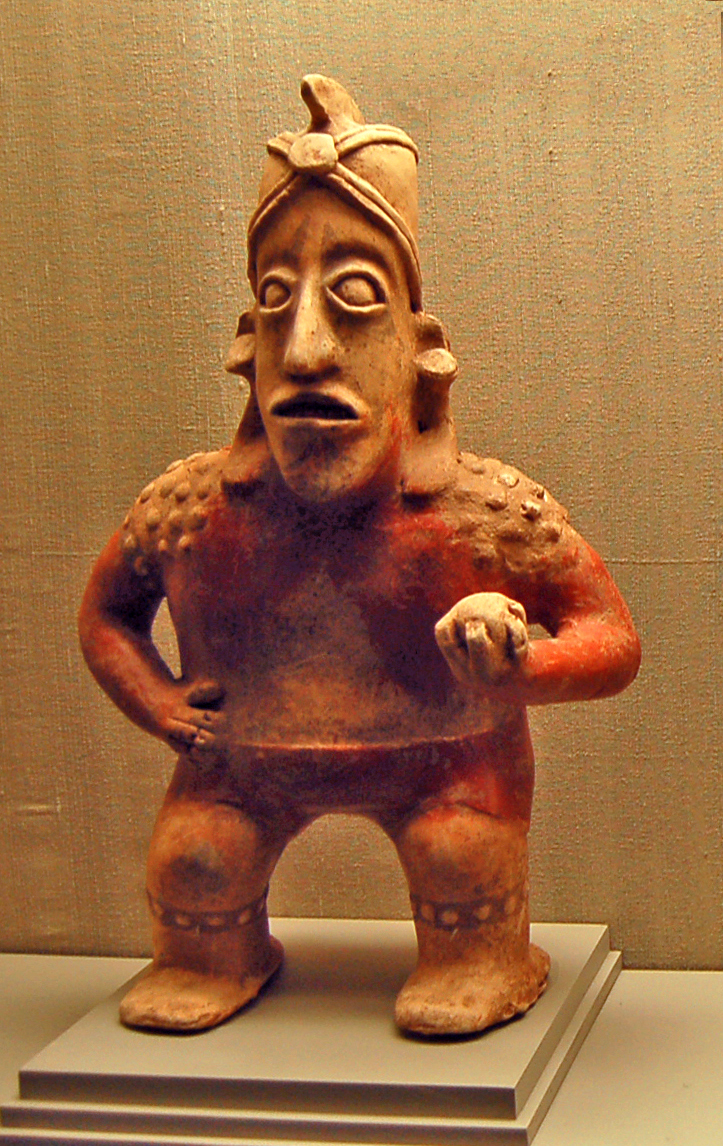
Figurilla estilo Ameca de Jalisco. La cresta es una característica común en muchas figuras tradicionales. La pelota parecería vincular el tema con el juego de pelota mesoamericano.

A pesar de esto, los habitantes de esta zona vivían de manera muy parecida a sus homólogos mesoamericanos de otros lugares. El trío habitual de frijol, calabaza y maíz se complementaba con chiles, yuca y otros tubérculos, diversos cereales y con proteínas animales de perros, pavos y patos domésticos, así como de caza. Vivían en casas de adobe con techo de paja, cultivaban algodón y tabaco y realizaban algún comercio a larga distancia con obsidiana y otros productos.
Las tumbas de tiro en sí no se encuentran en ningún otro lugar de Mesoamérica y sus homólogos más cercanos proceden del noroeste de América del Sur.

### Tumbas de tiro sudamericanas
Las tumbas de tiro también aparecen en el noroeste de América del Sur en un período algo posterior al occidental de México (por ejemplo, 200-300 d. C. en el norte de Perú, más tarde en otras áreas). Para Dorothy Hosler, profesora de Arqueología y Tecnología Antigua en el MIT, «las similitudes físicas entre los tipos de tumbas del norte de Sudamérica y del occidente de México son inconfundibles», mientras que el historiador de arte George Kubler considera que las cámaras del occidente de México «se parecen a las tumbas de tiro del alto río Cauca en Colombia». Sin embargo, otros no están de acuerdo con que la similitud de forma demuestre vínculos culturales: Karen Olsen Bruhns afirma que «este tipo de contacto [...] parece principalmente en el ojo (confuso) del sintetizador».
Sin embargo, se han propuesto otros vínculos entre el occidente de México y el noroeste de América del Sur, en particular el desarrollo de la metalurgia. Véase Metalurgia en la Mesoamérica precolombina.

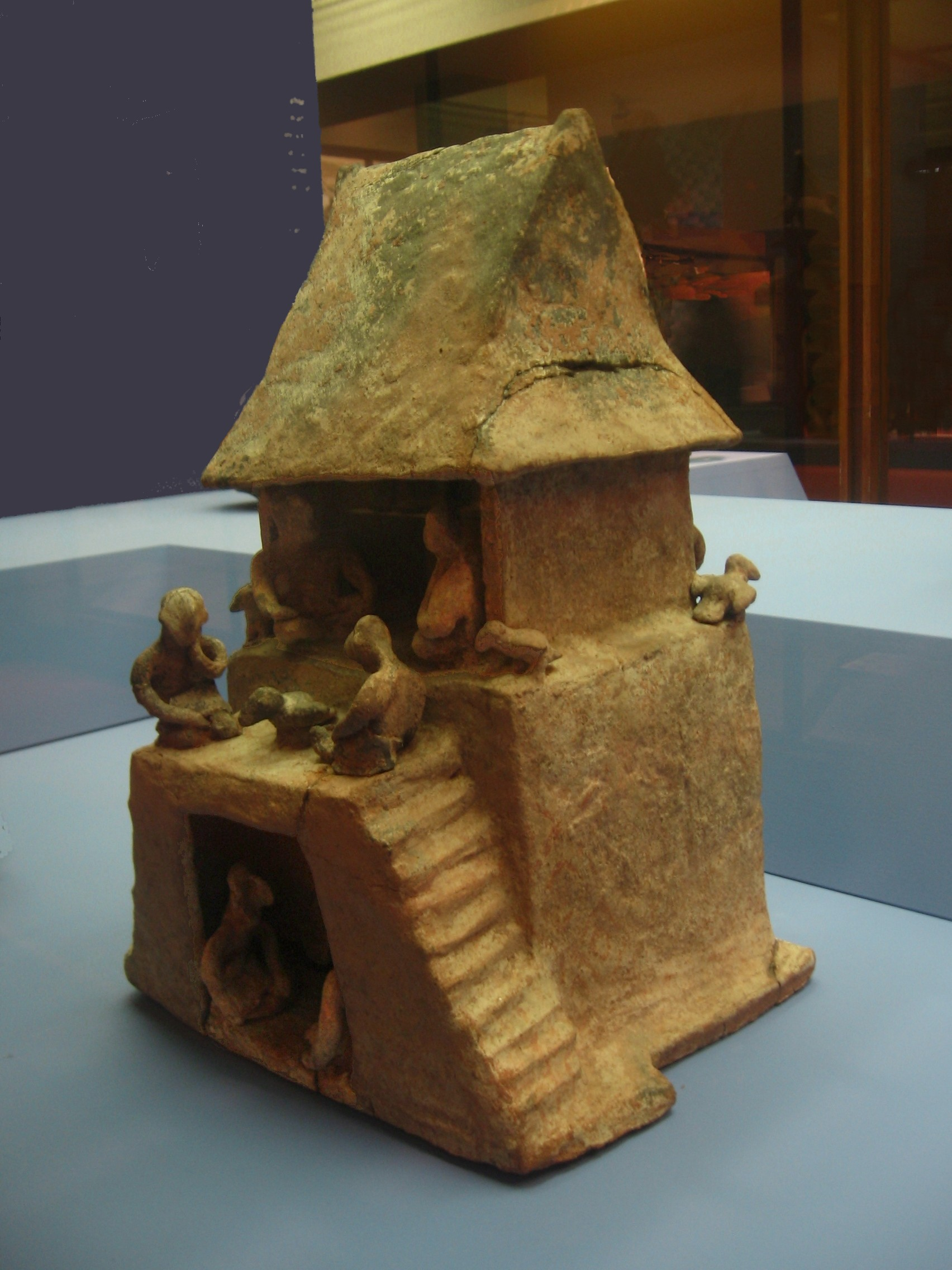
Una casa de cerámica que muestra el techo distintivo asociado no sólo con las culturas de las tumbas de tiro sino también con la tradición posterior de Teuchitlán. Se ha propuesto que estos modelos muestran la casa de los vivos encima y adosada a la casa de los muertos.

## Historia de la investigación académica
El primer trabajo importante que analizó los artefactos asociados con la tradición de las tumbas de tiro fue el trabajo de Carl Sofus Lumholtz de 1902, Unknown México. Junto con ilustraciones de varios de los ajuares funerarios, el explorador noruego describió una tumba de tiro saqueada que había visitado en 1896. También visitó y describió las ruinas de Tzintzuntzan, sede del estado purépecha a unos 250 km hacia el este, y fue uno de los primeros en utilizar incorrectamente el término «tarasco» (purépecha) para describir los artefactos de la tumba de tiro.
Durante la década de 1930, el artista Diego Rivera comenzó a acumular muchos artefactos del occidente de México para su colección privada, un interés personal que despertó un interés público más amplio por los ajuares funerarios del oeste mexicano. Fue a finales de la década de 1930 cuando una de las arqueólogas más destacadas del occidente de México, Isabel Truesdell Kelly, inició sus investigaciones. En el período comprendido entre 1944 y 1985, Kelly publicaría más de una docena de artículos académicos sobre su trabajo en esta región. En 1948 fue la primera en plantear la hipótesis de la existencia del «arco de tumbas de tiro», la distribución geográfica de los sitios de tumbas de tiro en el occidente de México (ver mapa arriba).
En 1946, Salvador Toscano cuestionó la atribución de los artefactos de las tumbas de tiro a los purépechas, cuestionamiento que fue retomado en 1957 por Miguel Covarrubias, quien declaró firmemente que la cultura purépecha apareció sólo «después del siglo X». Las opiniones de Toscano y Covarrubias fueron posteriormente confirmadas por la datación por radiocarbono del carbón de tumbas saqueadas y otros restos orgánicos rescatados en la década de 1960 por Diego Delgado y Peter Furst. Como resultado de estas excavaciones y sus investigaciones etnológicas de los pueblos indígenas huichol y cora de Nayarit, Furst propuso que los artefactos no eran sólo meras representaciones de pueblos antiguos, sino que también contenían un significado más profundo. Las casas modelo, por ejemplo, mostraban la vivienda de los vivos en contexto con los muertos (un cosmograma en miniatura) y los guerreros con cuernos (como se mencionó anteriormente) eran chamanes que luchaban contra fuerzas místicas.
En 1974, Hasso von Winning publicó una clasificación exhaustiva de los artefactos de las tumbas de tiro del oeste de México (incluidos, por ejemplo, los tipos Chinesco A a D mencionados anteriormente), una clasificación que sigue utilizándose en gran medida en la actualidad.
El descubrimiento en 1993 de una tumba de tiro no saqueada en Huitzilapa es el último hito importante y proporciona «la información más detallada hasta la fecha sobre las costumbres funerarias» asociadas con la tradición de las tumbas de tiro.

## Referencias

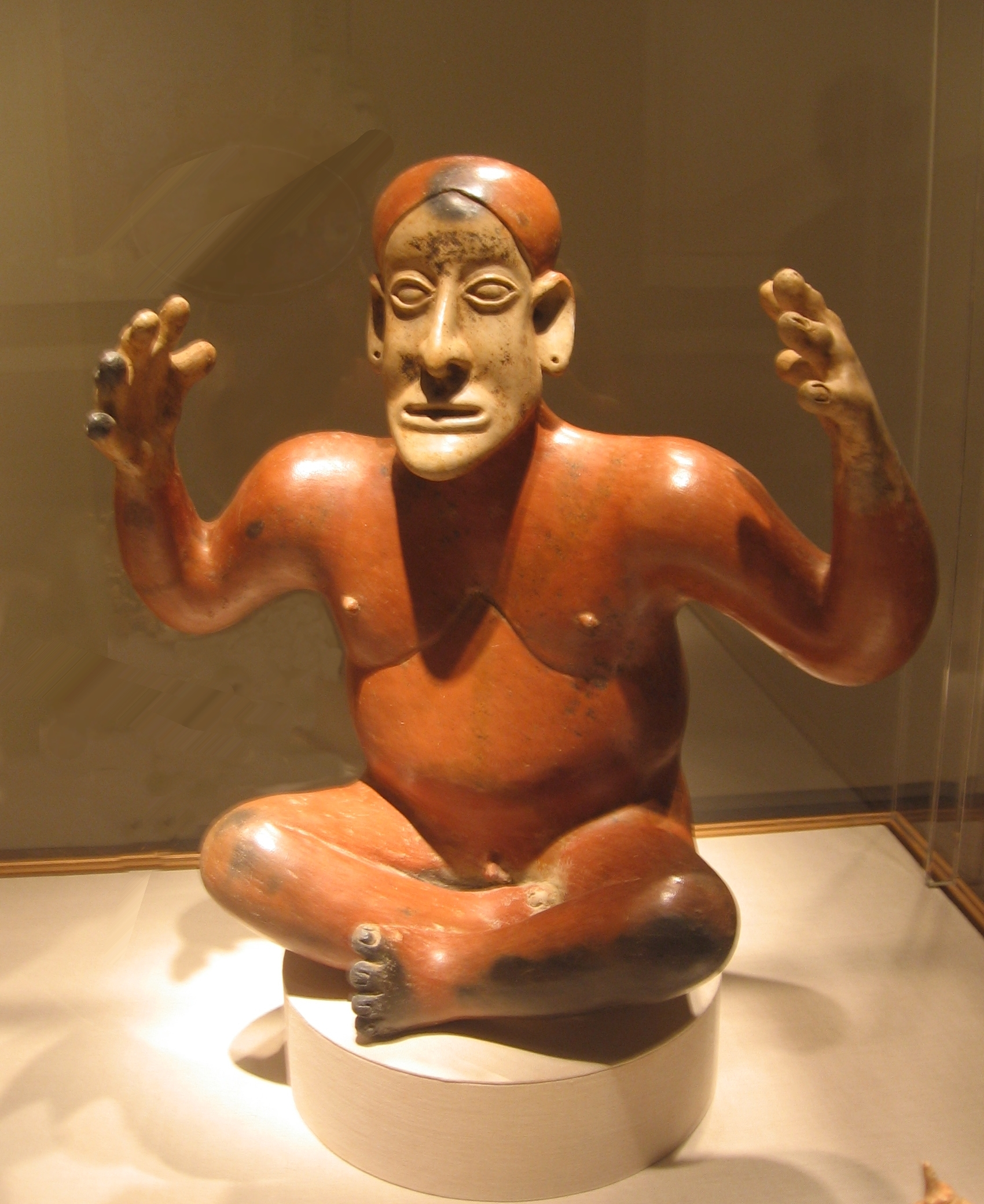
Una figura estilo Ameca de Jalisco. Altura: 56 cm.

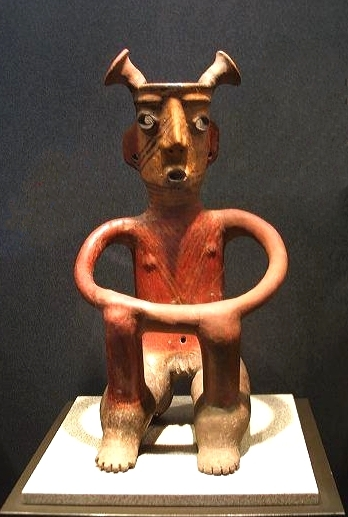
Figura de cerámica de estilo zacatecano que muestra los cuernos distintivos (quizás mechones de cabello) que se encuentran en las figuras masculinas. Tanto las figuras masculinas como las femeninas muestran las características cabezas planas y brazos en forma de cuerda.

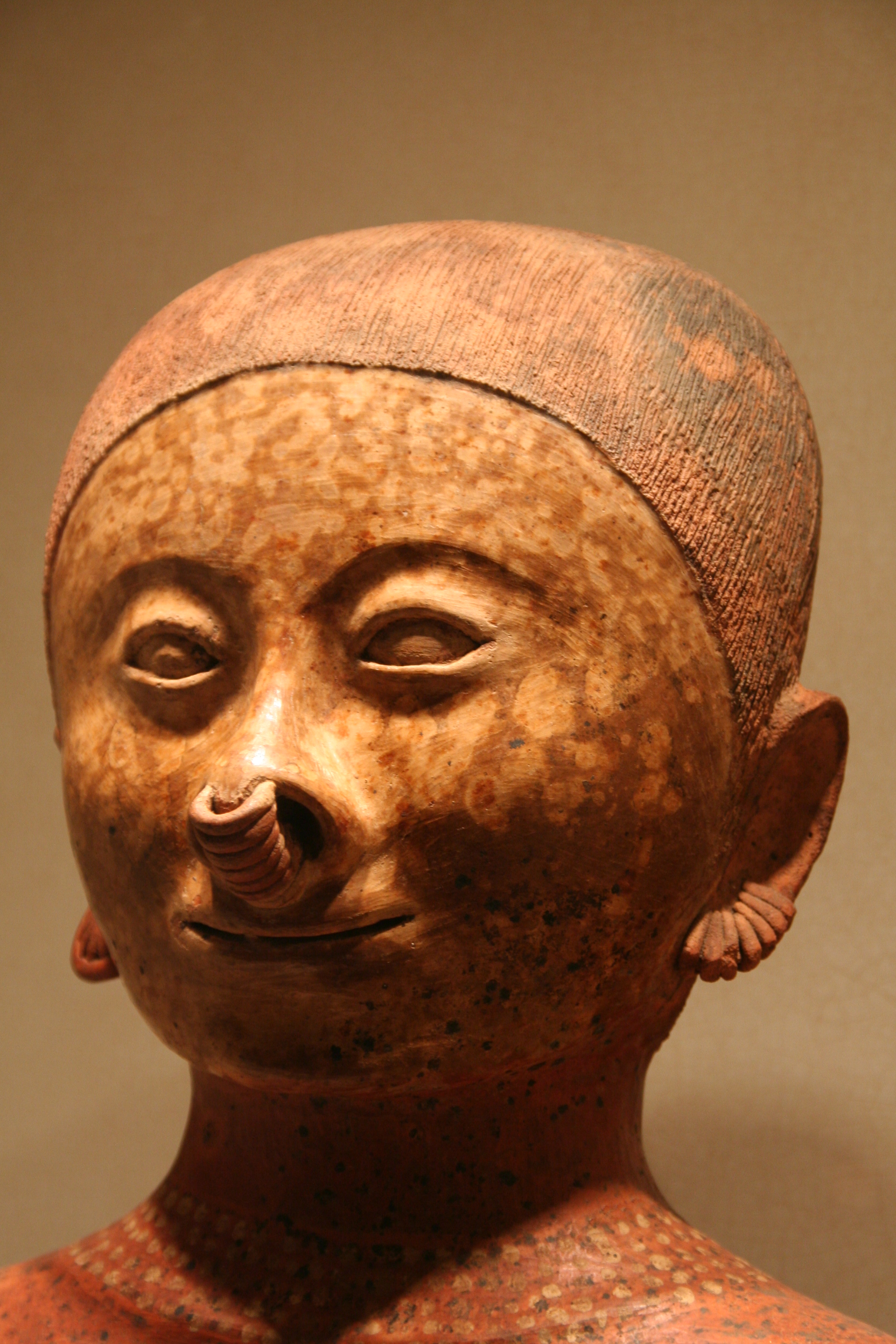
Detalle de una escultura del estilo chinesco. Período Clásico, Nayarit.